# Mado Robin
Madeleine Marie Robin, nota come Mado Robin (Yzeures-sur-Creuse, 29 dicembre 1918 – Parigi, 10 dicembre 1960), è stata un soprano francese.

## Biografia

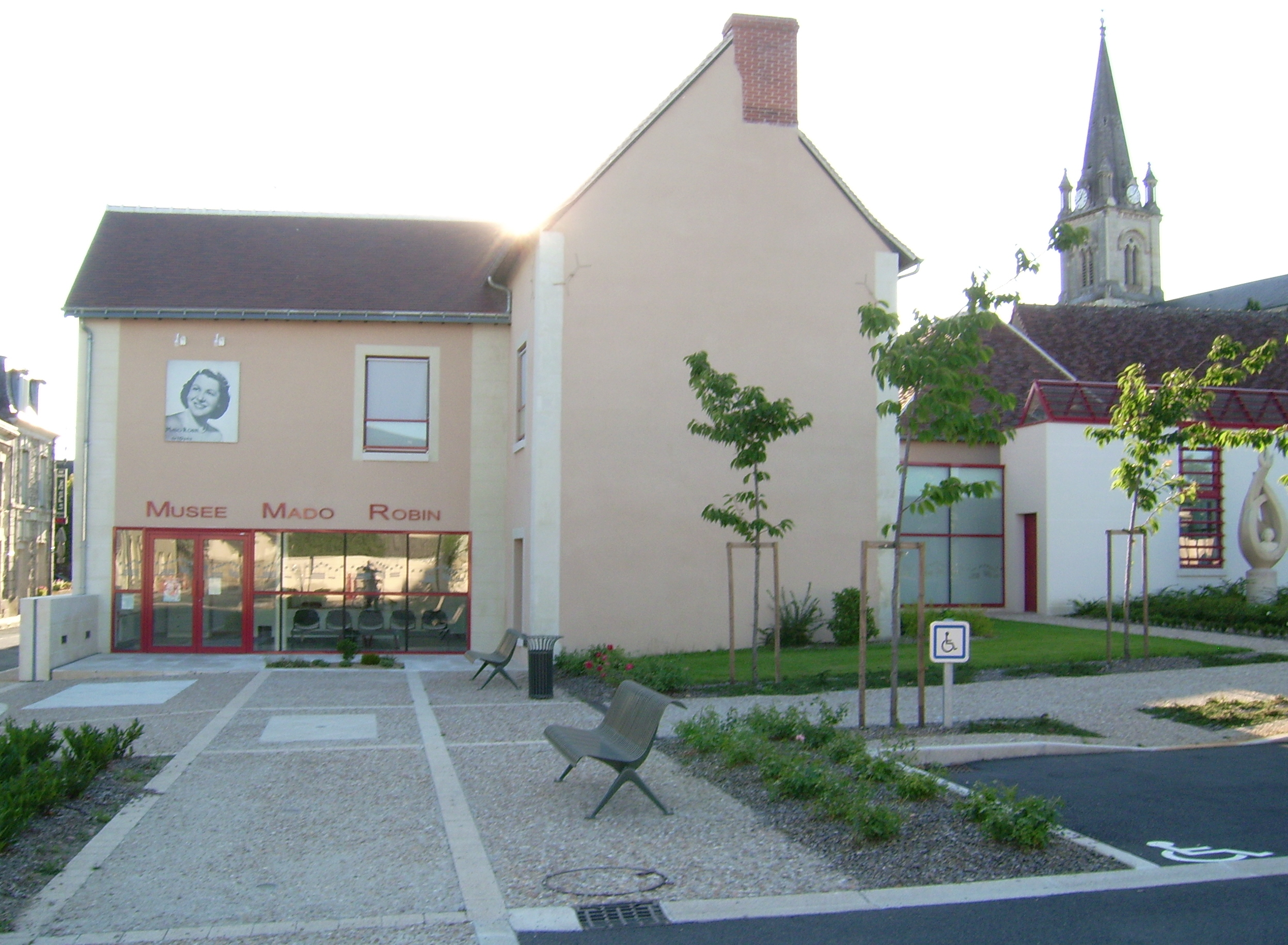
Museo Mado Robin

I suoi genitori, benestanti proprietari terrieri, notano presto le sue doti vocali. Un'amica comune la presenta a Titta Ruffo, che rimane, pare, impressionato dalla facilità dell'allora quattordicenne Mado nell'emettere note sovracute.
I Robin hanno casa a Parigi, ove risiedono d'inverno: qui Mado sedicenne incontra il suo grande maestro, amico di Titta Ruffo: Mario Podesta, tenore di grazia francese di origini italiane. Con lui bastano due anni di studi: nel 1938 Mado vince il concorso dei soprani presso l'Opéra di Parigi.
Il debutto all'opera avviene però soltanto alla fine della guerra: nel 1945 interpreta Gilda in Rigoletto a Parigi. Robin si era già fatta una fama nel corso degli anni di guerra per i suoi numerosi concerti caritatevoli: già allora il suo si sopracuto impressionava il pubblico.
Seguono i debutti, sempre a Parigi, nei Pescatori di perle, nel Flauto magico del 1945, in Mignon e infine in Lakmé, nel 1946, la parte che la vede tutt'oggi tra le interpreti più ricordate.
Dal 1950 Mado Robin si stacca dalla compagnia dell'Opéra. I contratti non mancano, e questa nuova libertà le permette di spaziare per la Francia. A Marsiglia canta la sua prima Lucia di Lammermoor, ed ottiene un trionfo. Quasi ogni città francese l'accoglie, e l'applaude incondizionatamente.
Nel 1951 è rossignol nella prima rappresentazione della Salle Garnier di Montecarlo di "Solovej" ("Le rossignol"), di Igor Stravinsky.
Nel 1952 è la Regina della notte nella ripresa della Salle Garnier di Montecarlo di "La flûte enchantée" ("Die Zauberflöte") di Wolfgang Amadeus Mozart.
Nel 1953 è Costance nella ripresa dell'Académie Nationale de Musique di Parigi di "L'enlèvement au sérail" ("Die Entführung aus dem Serail") di Wolfgang Amadeus Mozart.
Nel 1954 avviene il debutto in America, a San Francisco, in Rigoletto e Lucia di Lammermoor.
Nel 1955 interpreta il ruolo di Lakmé nella ripresa della Salle Garnier di Montecarlo di "Lakmé", di Léo Delibes.
Nel 1956 è il Canada ad aspettarla. Infine, nel 1959, l'ex-URSS le riserva una calorosa accoglienza in una lunga tournée.
Nel 1960, pronta a tornare in Russia, Mado Robin deve subire un intervento oncologico: viene diagnosticato un tumore al seno. A dicembre l'aspetta, nel giorno del suo compleanno la 1500ª di Lakmé, ruolo della sua vita, all'Opéra comique. Non riuscirà a mantenere l'impegno. Mado Robin, infatti, il 10 dicembre 1960, pochi giorni prima di compiere quarantadue anni, si spegne nella sua casa parigina.

## Vocalità e personalità interpretativa

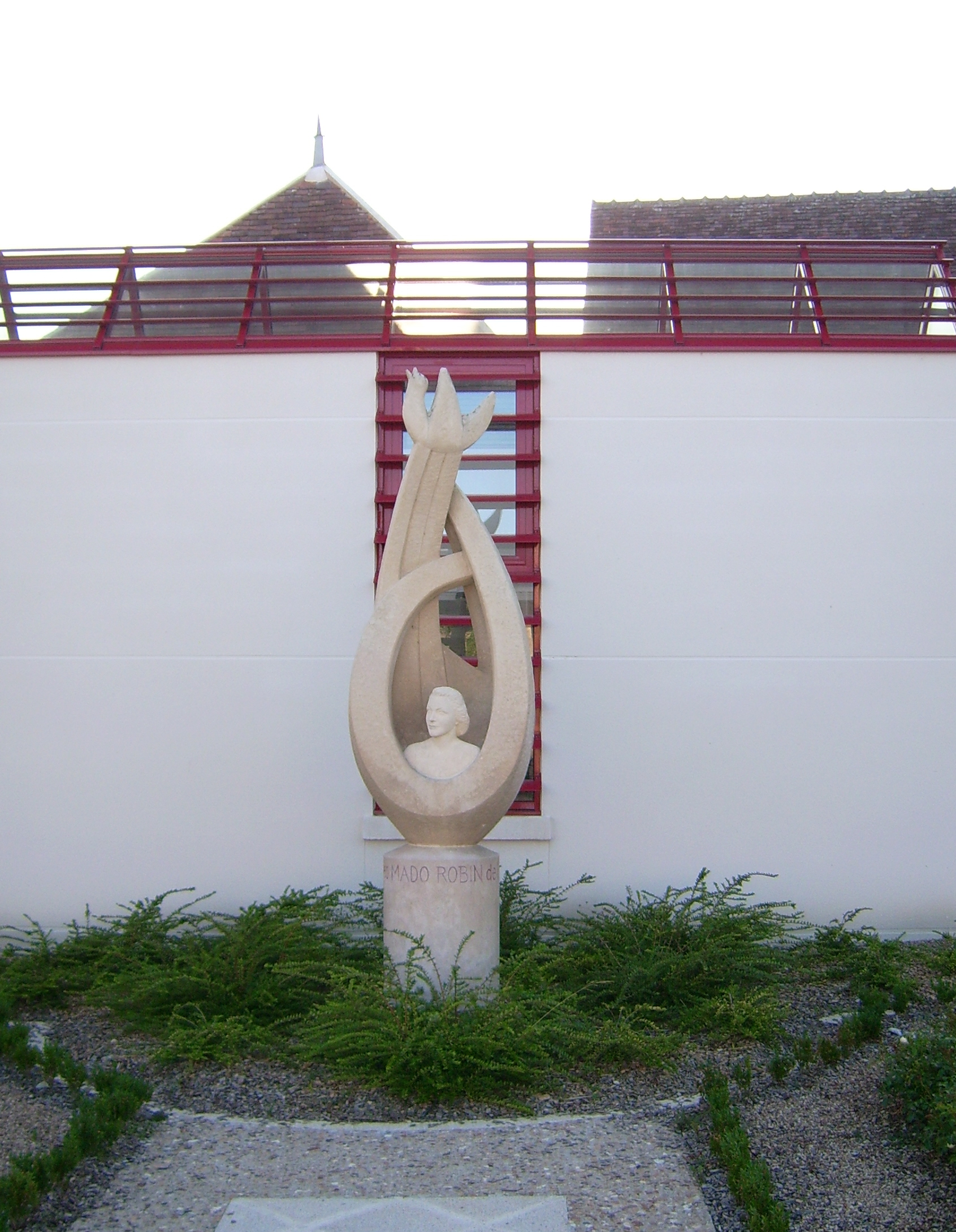
Busto di Mado Robin

Dotata di una voce di timbro cristallino, limpida, di volume limitato ma di straordinaria agilità ed estensione (dal si grave al re di fischio) e sorretta da un'ottima preparazione tecnica, si è distinta come interprete stilisticamente corretta del repertorio "coloratura" .
Negli anni '50, Mado Robin fu inserita nel Guinness dei Primati per aver raggiunto la nota più acuta, un re di fischio (re6), posto tre ottave sopra il do centrale, in un concerto dal vivo a Vichy. Non esistono incisioni del concerto, tuttavia sono disponibili una serie di brani in cui la Robin emette si sovracuti (si5) e do di fischio (do6). La sua arte è testimone della grande scuola francese, ormai defunta, che veniva in parte rispecchiata dall'utilizzo della Robin di una dizione francese perfetta.

## Discografia
Di lei rimangono due edizioni di Lakmé, una per la Decca Records, nel 1952, e una radiofonica del 1955, dei brani del Flauto Magico in francese (album live, 1954), brani di Rigoletto e Traviata in francese (EMI 1959 e 1960), brani di Mireille (Decca 1953). Numerosi recital dal vivo, radiofonici e in studio sono stati pubblicati, mentre altrettanti rimangono inediti (Robin cantò in più di mille trasmissioni radiofoniche, e più di cento passaggi televisivi).